# Nártex
Nártex (em latim: narthex, com origem no grego narthikas, νάρθηκας, género de planta de grandes dimensões, possivelmente similar à cana), em arquitetura, se refere, em sentido lato, à zona de entrada de um templo. Também outras designações podem surgir associadas a este termo, como pronau, átrio, vestíbulo, galilé ou paraíso.

## As origens e a expansão do termo

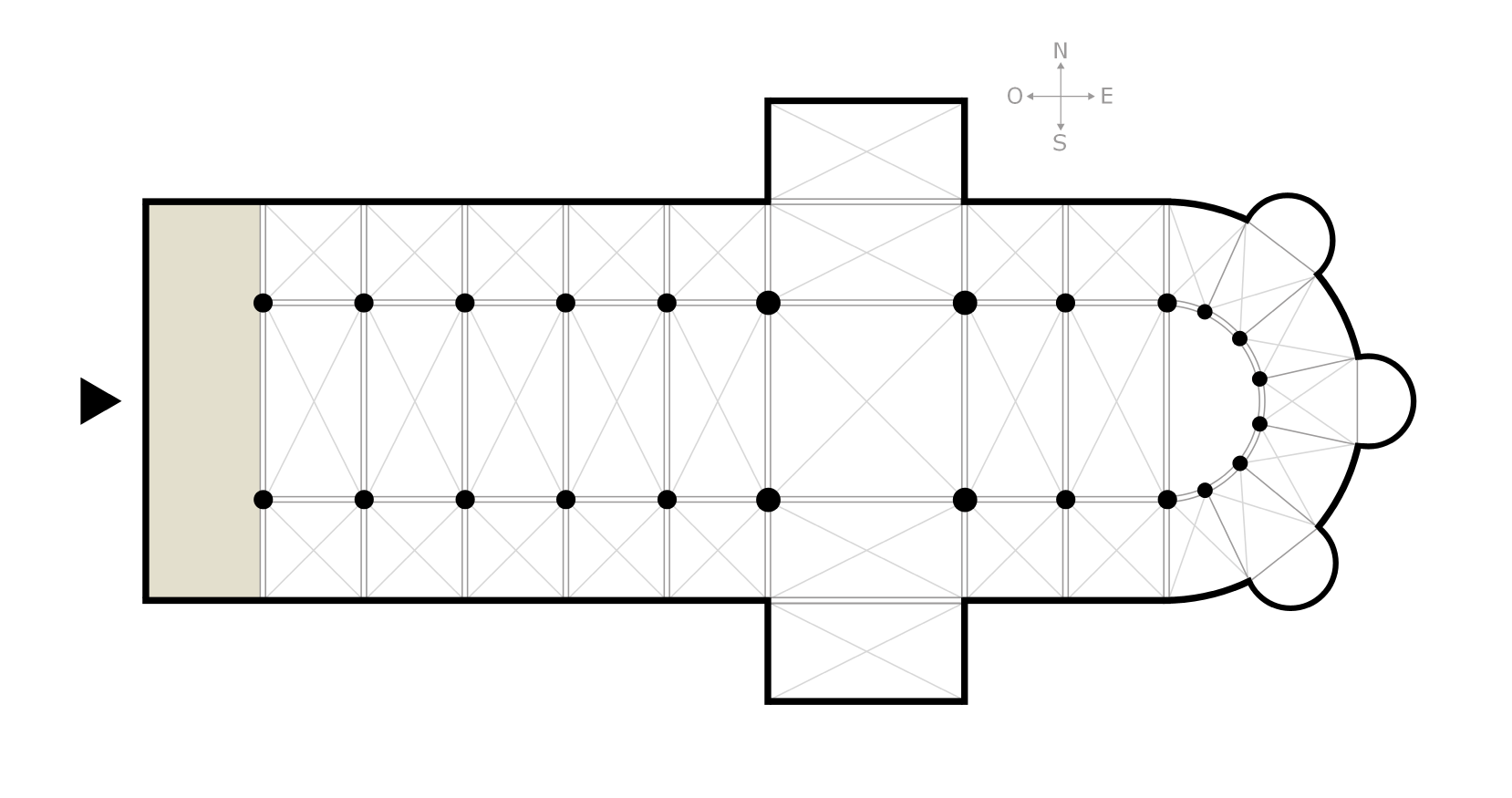
Representação esquemática de uma planta de catedral. O vestíbulo (ou nártex) é a área colorida

Na sua utilização inicial, na Grécia Antiga, esta área situa-se frente ao mausoléu e, estando separada do edifício através de cercas em cana, está intimamente relacionada com o culto dos mortos.

### As primeiras igrejas cristãs
Nas igrejas e basílicas paleocristãs é a área de entrada a ocidente onde os penitentes, catecúmenos, pecadores, loucos e mulheres permaneciam por ainda não serem admitidos dentro do templo. Esta estrutura, de estreita ligação ao conceito de cemitério, apresenta, no início, uma forma bastante similar à do antigo hipódromo, arredondando-se nas extremidades em semi-circunferências. Evoluindo para uma estrutura baixa, de um só piso coberto e projectada do edifício central, é separada da nave através de uma parede baixa, um painel ou colunas.
Na época bizantina clássica é uma área rectangular estreita (denominada Litai) da mesma largura que a nave principal do templo, ligada a esta por arcos ou portas onde se podiam também benzer os corpos antes de estes serem transportados para o interior da igreja.
Esta edificação apresenta, no entanto, duas diferentes tipologias de acordo com a sua localização (algumas igrejas podem apresentar os dois tipos):
- Exo-nártex

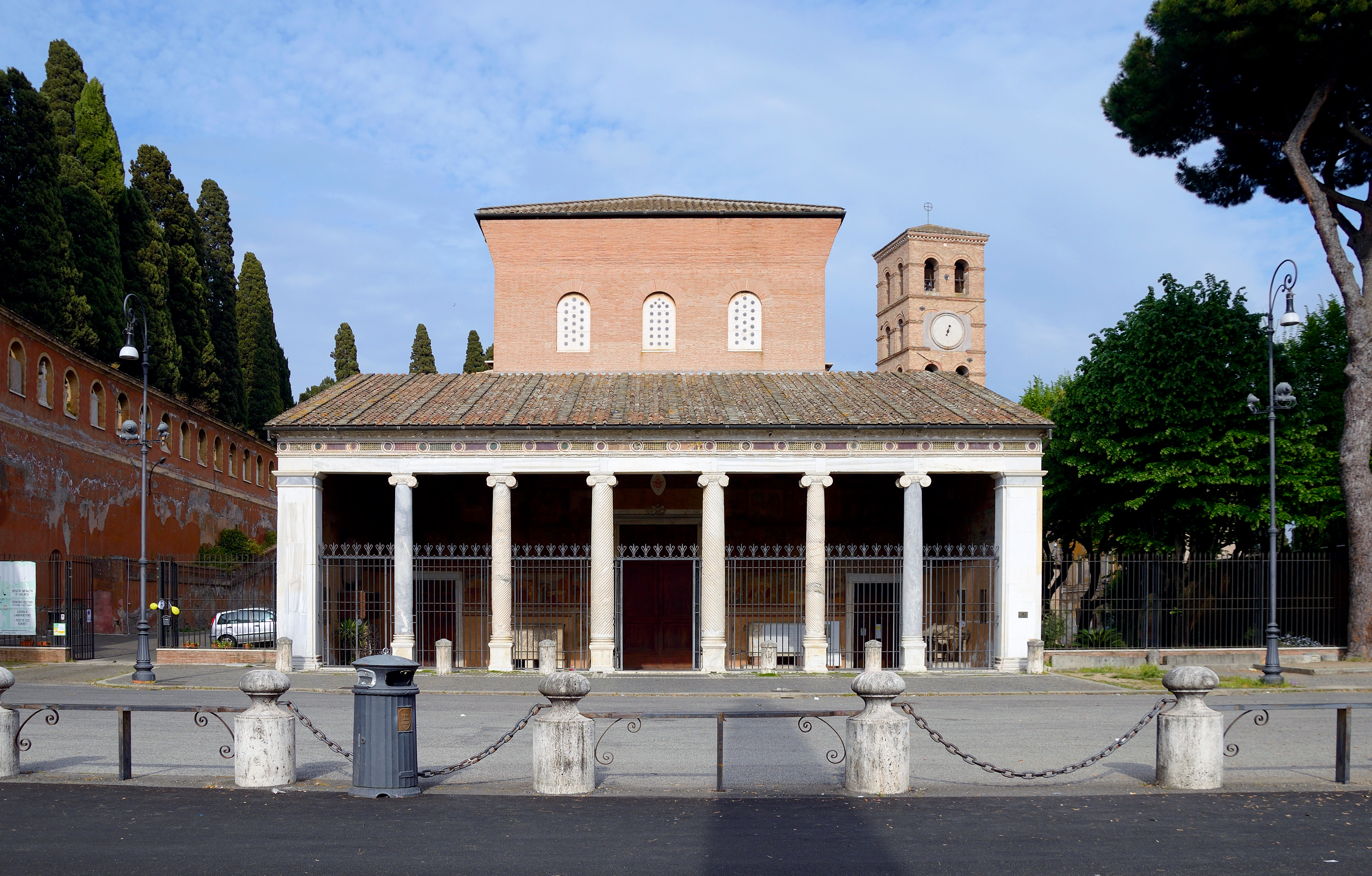
Nártex exterior do século XIII na Basílica de São Lourenço Fora de Muros em Roma

É assim denominado quando se situa no exterior do edifício. Caracteriza-se como um pórtico ou átrio aberto através de colunas ou arcos e que se estende diante da edificação central. Era usado para julgamentos e outros acontecimentos públicos e, a partir do século VI, também como local de enterro.
Uma ampla ante-câmara, de um só piso e bastante decorada, na zona de entrada de uma igreja pode também ser denominada galilé, termo de referência bíblica a Cristo, após a ressurreição, a guiar os discípulos a caminho da Galileia. Este espaço pode também ser utilizado para batizados e casamentos.
- Endo-nártex (ou Eso-nártex)

É assim denominado quando se situa no interior do edifício. Caracteriza-se como um espaço estreito transversal à nave, de tecto geralmente abobadado, e típico das igrejas monásticas onde a entrada era restrita (também designado de "matroneu"). A partir do {[séc|VI}} surge também como átrio ladeado por um deambulatório (tipo claustro).
O termo paraíso (que se refere a Édem - jardim do paraíso, e aos jardins dos príncipes do oriente) designa, do mesmo modo, um átrio aberto à entrada de um templo, especialmente presente em igrejas de ordens monásticas.

### A transição
Aproximadamente após o início do século XI abdica-se da utilização do átrio exterior e a ante-câmara interior acaba por se desenvolver num amplo espaço transformando-se nas entradas das catedrais da alta Idade Média. Neste momento a fachada ocidental sobe em verticalidade e passa a possuir, além da zona térrea de entrada, uma câmara superior e torres. As ordens monásticas continuam, no entanto, a usar o átrio até início do século XIII, mas, a partir deste momento, e com a entrada livre dos crentes nas igrejas, o nártex já não serve a sua utilidade ritual e simbólica e alguns autores defendem que o uso do termo já não deve ser aplicado às zonas de entrada das catedrais a partir desta altura.